# Olympische Sommerspiele 2008/Kanu – Einer-Canadier 1000 m (Männer)
Die Wettkämpfe im Einer-Canadier über 1000 Meter bei den Olympischen Sommerspielen 2008 wurden vom 18. bis zum 22. August 2008 auf der Rennstrecke im Olympischen Ruder- und Kanupark Shunyi ausgetragen.

## Ergebnisse

### Vorläufe
Bei den drei Vorläufen am 18. August erreichten der jeweils schnellste Athlet direkt das Finale. Die restlichen Boote erreichten bis auf den Letzten des ersten Vorlaufs das Halbfinale.

#### Vorlauf 1
| Rang | Athleten                 | Nation     | Zeit         | Bemerkung  |
| ---- | ------------------------ | ---------- | ------------ | ---------- |
| 1    | Attila Vajda             | Ungarn     | 3:55,319 min | Finale     |
| 2    | Florin Georgian Mironcic | Rumänien   | 3:57,538 min | Halbfinale |
| 3    | Marcin Grzybowski        | Polen      | 4:02,010 min | Halbfinale |
| 4    | Miķelis Ežmalis          | Lettland   | 4:13,777 min | Halbfinale |
| 5    | Torsten Lachmann         | Australien | 4:15,188 min | Halbfinale |
| 6    | José Everardo Cristóbal  | Mexiko     | 4:15,280 min | Halbfinale |
| 7    | Fortunato Luis Pacavira  | Angola     | 4:39,538 min | Halbfinale |
| 8    | Sean Pangelinan          | Guam       | 4:49,284 min |            |

#### Vorlauf 2
| Rang | Athleten              | Nation     | Zeit         | Bemerkung  |
| ---- | --------------------- | ---------- | ------------ | ---------- |
| 1    | Vadim Menkov          | Usbekistan | 3:56,793 min | Finale     |
| 2    | Mathieu Goubel        | Frankreich | 3:56,972 min | Halbfinale |
| 3    | Marián Ostrčil        | Slowakei   | 4:00,191 min | Halbfinale |
| 4    | Aljaksandr Schukouski | Belarus    | 4:01,380 min | Halbfinale |
| 5    | Wiktor Melantjew      | Russland   | 4:03,316 min | Halbfinale |
| 6    | Nivalter Jesus        | Brasilien  | 4:17,407 min | Halbfinale |
| 7    | Michail Jemeljanow    | Kasachstan | 4:19,259 min | Halbfinale |

#### Vorlauf 3
| Rang | Athleten             | Nation       | Zeit         | Bemerkung  |
| ---- | -------------------- | ------------ | ------------ | ---------- |
| 1    | David Cal            | Spanien      | 3:58,756 min | Finale     |
| 2    | Andreas Dittmer      | Deutschland  | 4:00,505 min | Halbfinale |
| 3    | Aldo Pruna Díaz      | Kuba         | 4:02,351 min | Halbfinale |
| 4    | Thomas Hall          | Kanada       | 4:05,198 min | Halbfinale |
| 5    | Andreas Kilingaridis | Griechenland | 4:18,488 min | Halbfinale |
| 6    | Jurij Tscheban       | Ukraine      | 4:23,188 min | Halbfinale |
| 7    | Calvin Mokoto        | Südafrika    | 4:33,887 min | Halbfinale |

### Halbfinals
Die jeweils drei schnellsten Athleten der Halbfinals erreichten den Endlauf.
Halbfinale 1
| Rang | Athleten                 | Nation     | Zeit         | Bemerkung |
| ---- | ------------------------ | ---------- | ------------ | --------- |
| 1    | Thomas Hall              | Kanada     | 3:58,820 min | Finale    |
| 2    | Florin Georgian Mironcic | Rumänien   | 3:59,664 min | Finale    |
| 3    | Aldo Pruna Díaz          | Kuba       | 4:01,745 min | Finale    |
| 4    | Wiktor Melantjew         | Russland   | 4:02,854 min |           |
| 5    | Marián Ostrčil           | Slowakei   | 4:03,696 min |           |
| 6    | José Everardo Cristóbal  | Mexiko     | 4:04,267 min |           |
| 7    | Jurij Tscheban           | Ukraine    | 4:06,095 min |           |
| 8    | Michail Jemeljanow       | Kasachstan | 4:16,813 min |           |
| 9    | Miķelis Ežmalis          | Lettland   | 4:16,820 min |           |

Halbfinale 2
| Rang | Athleten                | Nation       | Zeit         | Bemerkung |
| ---- | ----------------------- | ------------ | ------------ | --------- |
| 1    | Mathieu Goubel          | Frankreich   | 3:57,607 min | Finale    |
| 2    | Andreas Dittmer         | Deutschland  | 3:58,595 min | Finale    |
| 3    | Aljaksandr Schukouski   | Belarus      | 3:58,851 min | Finale    |
| 4    | Marcin Grzybowski       | Polen        | 4:00,226 min |           |
| 5    | Andreas Kilingaridis    | Griechenland | 4:04,627 min |           |
| 6    | Torsten Lachmann        | Australien   | 4:09,792 min |           |
| 7    | Nivalter Jesus          | Brasilien    | 4:12,556 min |           |
| 8    | Calvin Mokoto           | Südafrika    | 4:26,650 min |           |
| 9    | Fortunato Luis Pacavira | Angola       | 4:40,697 min |           |

### Finale
Vier Jahre nach seiner Bronze-Medaille in Athen konnte Attila Vajda nun Gold holen. Er besiegte dabei den Titelverteidiger aus Spanien mit mehr als zwei Sekunden Vorsprung.
| Rang | Athleten                 | Nation      | Zeit         |
| ---- | ------------------------ | ----------- | ------------ |
| 1    | Attila Vajda             | Ungarn      | 3:50,467 min |
| 2    | David Cal                | Spanien     | 3:52,751 min |
| 3    | Thomas Hall              | Kanada      | 3:53,653 min |
| 4    | Vadim Menkov             | Usbekistan  | 3:54,237 min |
| 5    | Aljaksandr Schukouski    | Belarus     | 3:55,645 min |
| 6    | Florin Georgian Mironcic | Rumänien    | 3:57,876 min |
| 7    | Mathieu Goubel           | Frankreich  | 3:57,889 min |
| 8    | Andreas Dittmer          | Deutschland | 3:57,894 min |
| 9    | Aldo Pruna Díaz          | Kuba        | 3:59,087 min |